# Cool for the Summer
"Cool for the Summer" é uma canção da artista musical estadunidense Demi Lovato, gravada para seu quinto álbum de estúdio Confident (2015). A faixa foi escrita por Demi Lovato, Max Martin, Ali Payami, Alexander Erik Kronlund e Savan Kotecha e lançada em 1º de julho de 2015 pelas gravadoras Safehouse Records, Island Records, Hollywood Records como o primeiro single do disco.

## Antecedentes
O quarto álbum de estúdio da artista, Demi, foi lançado em 14 de maio de 2013, chegando à terceira posição da Billboard 200 e contendo quatro singles: "Heart Attack", "Made in the USA", "Neon Lights" e "Really Don't Care". O disco foi recebido de maneira igualmente positiva pela crítica, mantendo uma avaliação 64 no Metacritic. No Brasil, vendeu mais de 160 mil cópias e foi certificado como disco de diamante. Como forma de divulgação ao produto, a cantora embarcou na The Neon Lights Tour, que passou por América do Norte, América do Sul e Europa. Sucedendo-a, veio a Demi World Tour, que retornou ao território norte-americano e passou ainda por Oceania e Ásia. À parte de divulgação para trabalhos próprios, Lovato colaborou com The Vamps na faixa "Somebody to You", Nick Jonas em "Avalanche" e Olly Murs em "Up".
Em maio de 2015, foi revelada pela revista Billboard a criação da Safehouse Records, um selo fonográfico criado e pertencente à equipe da estadunidense, incluindo seu empresário Phil McIntyre, e Jonas. A publicação confirmou ainda que a Safehouse seria a responsável pelo lançamento do quinto disco da musicista, em conjunto com a Island Records — empresa fonográfica de Nick Jonas — e a Hollywood Records, da qual Demi sempre foi contratada.

## Estilo musical e letra
Com uma duração total de três minutos e trinta e quatro segundos (3:34), "Cool for the Summer" é uma canção dos gêneros musicais pop e pop rock, com uma borda de rock e um arranjo eletrônico sob batidas de sintetizadores e riffs de guitarra elétrica. Com esta faixa, Lovato retorna às suas origens pop rock, estilo explorado em Don't Forget (2008), além da composição ser sexualmente sugestiva, algo nunca feito antes pela artista. A produção, a cargo de Max Martin e Ali Payami, consiste de um piano para a introdução, seguida por um zumbido de sintetizadores, que é acompanhado por acordes de guitarra durante o refrão. Em termos musicais, é essencialmente diferente do que vem sido lançado pela artista, como Unbroken, um disco focado principalmente no R&B, e Demi, que tinha o bubblegum pop como base. O andamento da música é moderado, com 114 batidas por minuto. É escrita na chave de dó menor, com o alcance vocal da artista indo da nota baixa de si bemol até a nota alta de fá. A letra foi escrita pela própria artista em conjunto com o produtor, Max Martin, além de Ali Payami, Alexander Erik Kronlund e Savan Kotecha.
Embora a artista tenha sempre afirmado que "Cool for the Summer" era uma canção para "curtir o verão", alguns analistas notaram por trás dela uma temática LGBT, especialmente com o rumor de que Lovato tenha tido um relacionamento com a atriz australiana Ruby Rose, o que levou a imprensa a crer que, na verdade, a cantora seria bissexual. Trish Bendix, do portal After Ellen, destacou a "letra sugestiva" da faixa, notando o trecho "Eu só quero brincar com você". Segundo a colunista, este é o principal motivo do medo das lésbicas em namorar mulheres que se identificam como homo ou bissexuais. Já Spencer Kornhaber, do jornal The Atlantic, escreveu que "não há nada de errado em pessoas heterossexuais falando abertamente sobre suas ocasionais experiências não-hétero". Para Kelley Dunlap, do portal BuzzFeed, "uma rápida olhada na letra confirma que a música é sobre um amor gay de verão". Com todas estas especulações, a mídia começou a comparar a obra com "I Kissed a Girl", da compatriota Katy Perry, que apresenta uma temática semelhante. Os fãs de Perry mostraram-se irritados com a semelhança, em especial pelo trecho "Gosto da cereja", de "Cool for the Summer", que seria uma referência ao verso "O gosto de seu brilho labial de cereja", da obra de Perry. Demi respondeu:
| “ | Não se parece nem um pouco. E com todos os avanços que fizemos na comunidade LGBT... eu acho que mais de uma cantora pode beijar uma garota e gostar. | ” |

## Recepção pela crítica

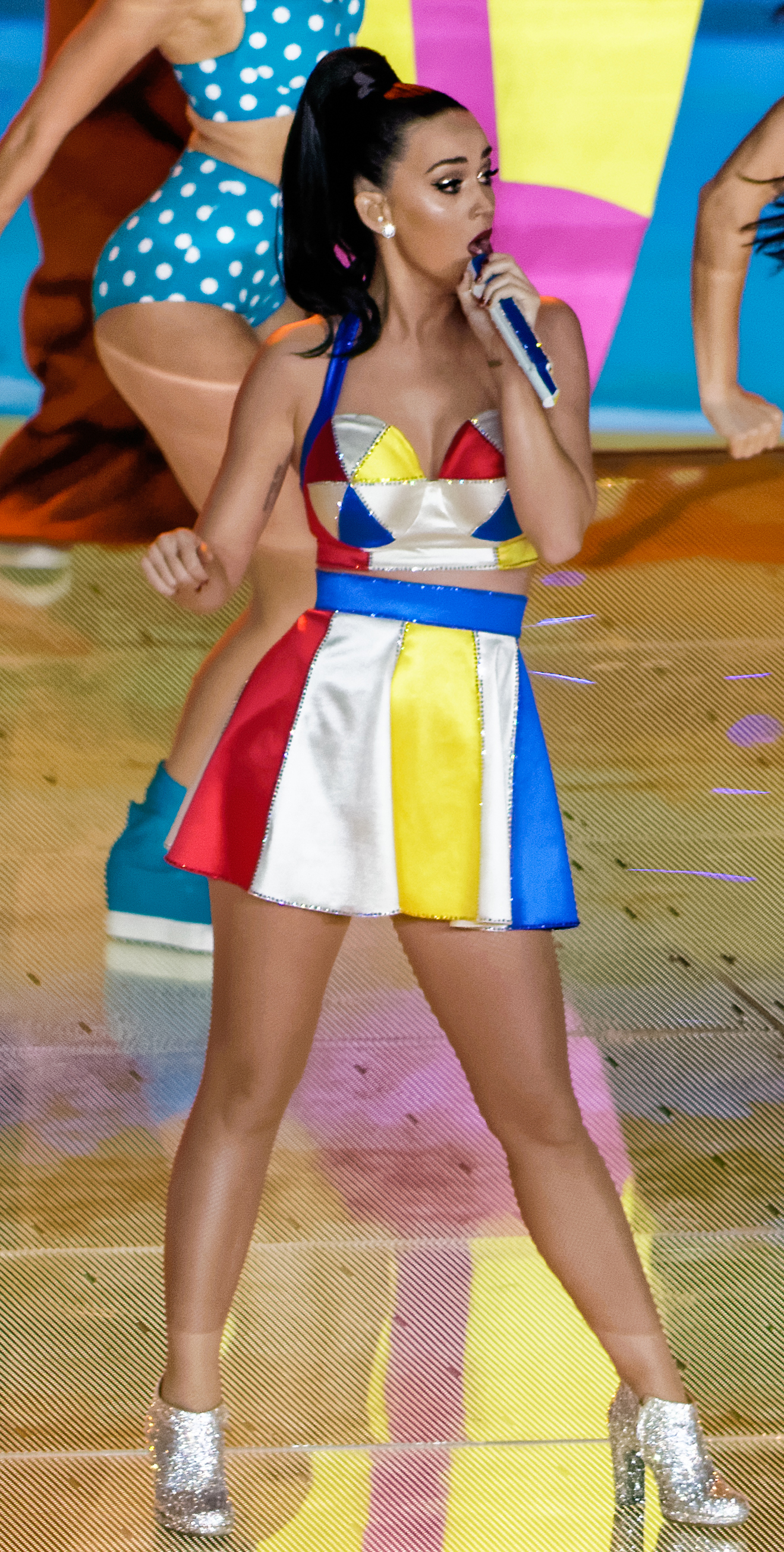
Katy Perry actuando en el Super Bowl XLIX

Jason Lipshutz, analista da Billboard, deu quatro estrelas e meia para "Cool for the Summer", em um total de cinco. Lishputz afirmou: "O novo single empurra o ouvinte em uma submissão bem-aventurada, enquanto a ex-estrela da Disney troca o flerte ofegante de 'Heart Attack' por frases imperativas e não muito sutis".

## Faixas e formatos
| Download digital |                       |         |  |
| N.º              | Título                | Duração |  |
| 1.               | "Cool for the Summer" | 3:34    |  |

| EP de remixes |                                              |         |  |
| N.º           | Título                                       | Duração |  |
| 1.            | "Cool for the Summer" (Todd Terry Remix)     | 4:47    |  |
| 2.            | "Cool for the Summer" (VARA Remix)           | 4:25    |  |
| 3.            | "Cool for the Summer" (Dave Audé Remix)      | 6:32    |  |
| 4.            | "Cool for the Summer" (Cahill Remix)         | 6:17    |  |
| 5.            | "Cool for the Summer" (Plastic Plates Remix) | 4:36    |  |
| 6.            | "Cool for the Summer" (Mike Cruz Remix)      | 7:23    |  |